# Shenzhou 13
Shenzhou 13 (chinois simplifié : 神舟十三号 ; pinyin : Shénzhōu Shísān-hào ; litt. « Vaisseau divin Numéro 13 ») est la huitième mission spatiale habitée chinoise et la deuxième à destination de la Station spatiale chinoise (SSC). Elle est lancée le 15 octobre 2021.

## Équipage
- Commandant : Zhai Zhigang (2),  Chine
- Opérateur 1 : Wang Yaping (2),  Chine
- Opérateur 2 : Ye Guangfu (1),  Chine

Le chiffre entre parenthèses indique le nombre de vols spatiaux effectués par l'astronaute, Shenzhou 13 inclus.

## Contexte
Le vol spatial est la première des missions qui devrait durer six mois (180 jours). Après cela, le séjour de six mois à bord de la station spatiale deviendra la durée normale des séjours des astronautes en orbite. Le vol marque la deuxième des quatre missions avec équipage prévues pour s'amarrer à la station spatiale Tiangong d'ici la fin de sa construction en 2022.

## Mission

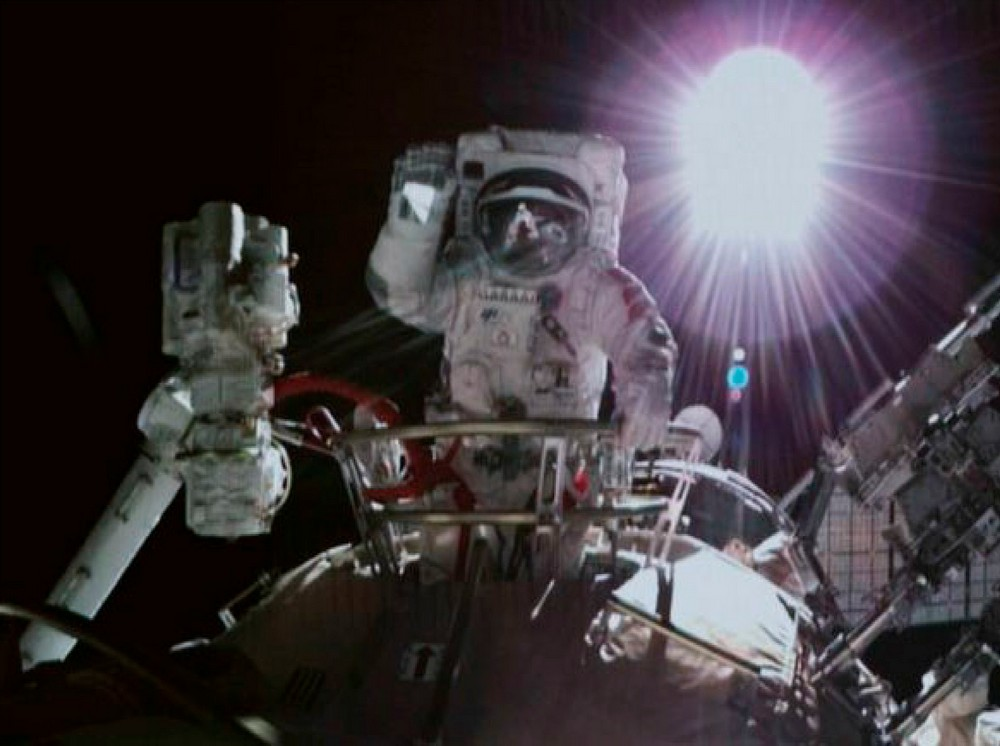
L'astronaute Zhai Zhigang, membre de l'équipage Shenzhou-13, effectuant une sortie extravéhiculaire sur la station spatiale Tiangong le 7 novembre 2021.

Le vaisseau spatial a été lancé par un lanceur Longue Marche 2F depuis la Base de lancement de Jiuquan, dans le désert de Gobi en Chine, le 15 octobre 2021, à 16 h 23 min 56 s UTC. Après environ six heures et demie de vol, il est arrivé à la station spatiale chinoise Tiangong. La capsule s'est amarrée au module Tianhe à 22 h 56 UTC, le 15 octobre 2021, après le lancement et l'amarrage réussi de Tianzhou 3, le 20 septembre 2021, le troisième vol du vaisseau cargo chinois Tianzhou.
L'équipage est entré dans le module central Tianhe plus tard, le 16 octobre 2021, à 1 h 58 UTC, dans le cadre de la deuxième expédition vers la station spatiale Tiangong.
Au moins deux sorties dans l'espace sont prévues pendant le séjour d'environ six mois de l'équipage en orbite. Shenzhou 14 sera en attente pour toute éventuelle mission de sauvetage.

### Sorties extravéhiculaire
Le 7 novembre 2021, la première sortie extravéhiculaire planifiée a été effectuée par Zhai Zhigang et Wang Yaping lorsqu'ils ont quitté le module Tianhe pour effectuer des activités extravéhiculaires. Wang est entrée dans l'histoire en devenant la première femme chinoise à effectuer une sortie dans l'espace. Ils avaient pour mission de procéder à l'installation de la suspension du bras robotique et de l'adaptateur, ainsi que d'effectuer des tests typiques des équipements. La sortie dans l'espace a duré 6 heures et 25 minutes.
Le 26 décembre 2021, Ye Guangfu et Zhai Zhigang ont effectué la deuxième sortie extravéhiculaire prévue, Wang Yaping les assistant depuis l'intérieur du module Tianhe. Les tâches de Ye et Zhai comprenaient le déploiement d'une « caméra panoramique C » externe, l'installation d'une plate-forme de retenue des pieds et le test de diverses méthodes de déplacement d'objets à l'extérieur de la station. La sortie dans l'espace a duré 6 heures et 11 minutes.

## Vaisseau spatial

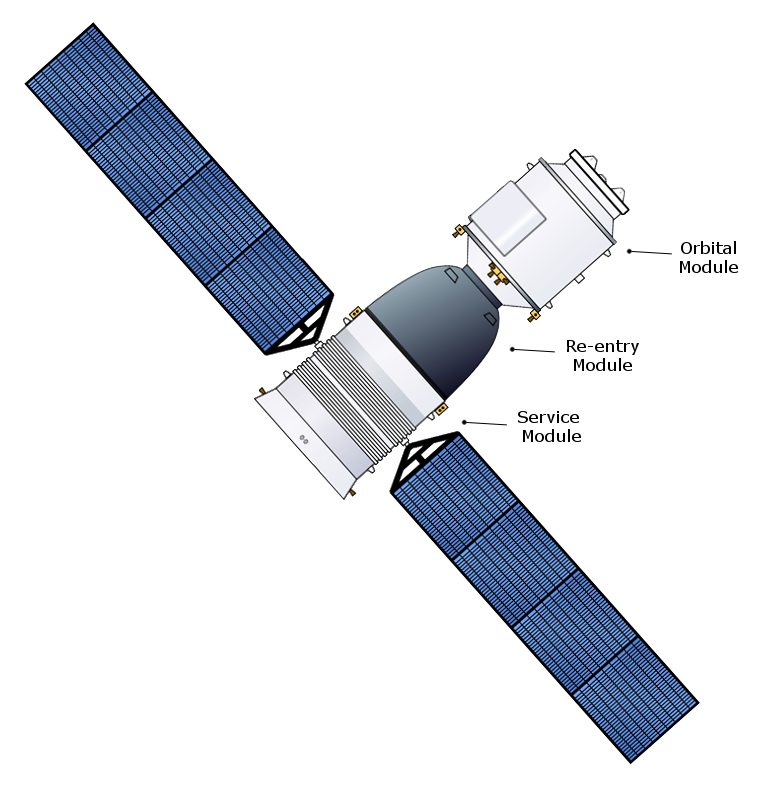
Diagramme d'un vaisseau spatial Shenzhou

Le vaisseau spatial Shenzhou 14 est fortement basé sur la technologie du Soyouz MS. Shenzhou a été approuvé en 1992 dans le cadre du programme spatial Project 921, et a une conception similaire au vaisseau spatial russe Soyouz.
À l'avant du vaisseau spatial, il y a le module orbital qui contient un anneau d'amarrage androgyne basé sur la technologie Système d'amarrage périphérique androgyne, qui est utilisé pour s'amarrer au module central Tianhe. Au milieu se trouve le module de rentrée contenant l'équipage, qui est une version à échelle réduite du module de descente Soyouz. L'arrière du vaisseau spatial est le module de service qui est équipé de moteurs, de réservoirs de carburant et de panneaux solaires.
L'Académie chinoise des technologies spatiales a développé une nouvelle technologie sur Shenzhou 13 dans le but d'effectuer un amarrage radial au fond de Tianhe, nécessitant le maintien d'une altitude et d'un contrôle d'orbite continus. Ce type d'amarrage diffère des amarrages avant et arrière utilisés par les missions précédentes Shenzhou 12 ainsi que Tianzhou 2 et 3, créant ainsi une chaîne logistique d'infrastructures spatiales comprenant le module central, le vaisseau spatial habité et le vaisseau cargo.